# Ramón Nadal Suárez
Ramón Nadal Suárez (Cusco, 31 de agosto de 1862 - Cusco, 31 de agosto de 1862) fue un hacendado y político peruano. Es el congresista por el departamento del Cusco con mayor tiempo en el mandato sumando un total de 33 años entre 1886 y 1930 abarcando ocho periodos parlamentarios y una asamblea constituyente. En 1886, fecha de su primera elección, contaba con 23 años siendo el diputado más joven en la historia del Congreso del Perú.
Nació en la ciudad del Cusco, en 1862. Su familia era propietaria de la hacienda de Silque en la provincia de Urubamba, la misma que comerciaba con el ganado que venía desde Salta. Cursó sus estudios en el Colegio Nacional de Ciencias y Artes del Cusco y, posteriormente, en un colegio en la ciudad de Lima. Inició sus estudios de derecho en la Universidad de San Marcos, dejando los estudios durante la Guerra con Chile para participar en la Batalla de Miraflores durante la defensa de Lima en la que cayó prisionero. Luego de la guerra, Nadal regresó al Cusco ya que su padre había fallecido en 1876 para hacerse cargo de los asuntos de su familia.
En 1905, Ramón Nadal realizó ventas a favor de los esposos Mariano Ignacio Ferro y Laureana Vizcarra del predio denominado "Fundo Primavera" y que él adquirió en condición de herencia al haber formado parte de la hacienda de Silque de propiedad de sus padres. Los descendientes Ferro Vizcarra iniciaron, en base a esa venta, un litigio judicial para obtener su reconocimiento como propietarios de este terreno donde se encuentra el santuario histórico de Machu Picchu. RamónNadal se casó, en total, cuatro veces con Juana Ochoa, María Rosa Zamalloa Rozas, María Ester Hasmayster y Clorinda Yáñez, teniendo un total de 12 hijos en todos sus matrimonios.
Fue elegido diputado por la provincia de Anta en 1886 durante el gobierno del presidente Andrés Avelino Cáceres con tan solo 23 años siendo reelecto en 1889 y 1892.
En 1907 volvió a ser electo diputado por la provincia de Urubamba durante el gobierno de José Pardo y Barreda y se reeligió en 1913 por la provincia de Paucartambo. Ya desde el primer gobierno de Augusto B. Leguía se mostró claramente leguiísta siendo incluso amigo personal del caudillo. En 1919, cuando el presidente Augusto B. Leguía dio inicio a su oncenio, Nadal volvió a ser elegido diputado por la provincia de Urubamba pero, esta vez, para la Asamblea Nacional de ese año que tuvo por objeto emitir una nueva constitución, la Constitución de 1920. Luego se mantuvo como diputado ordinario hasta 1924 siendo reelegido ese año y finalmente en 1929. En 1930, con la caída del régimen leguiísta, Nadal dejó de ser diputado. 
Falleció en el Cusco el 10 de agosto de 1941 a los 78 años.